# Tinodes kanerquorum
Tinodes kanerquorum är en nattsländeart som beskrevs av Schmid 1961. Tinodes kanerquorum ingår i släktet Tinodes och familjen tunnelnattsländor. Inga underarter finns listade i Catalogue of Life.